# Rożniatów (Basses-Carpates)
Pour les articles homonymes, voir Rożniatów.
Rożniatów est une localité polonaise de la gmina de Zarzecze, située dans le powiat de Przeworsk en voïvodie des Basses-Carpates.